# Осе (Куявсько-Поморське воєводство)
Осе (пол. Osie) — село в Польщі, у гміні Осе Свецького повіту Куявсько-Поморського воєводства.
Населення — 2815 осіб (2011).
У 1975-1998 роках село належало до Бидгощського воєводства.

## Демографія
Демографічна структура станом на 31 березня 2011 року:
|          | Загалом | Допрацездатний вік | Працездатний вік | Постпрацездатний вік |
| -------- | ------- | ------------------ | ---------------- | -------------------- |
| Чоловіки | 1380    | 311                | 952              | 117                  |
| Жінки    | 1435    | 308                | 878              | 249                  |
| Разом    | 2815    | 619                | 1830             | 366                  |